# Semihaswellia proboscidea
Semihaswellia proboscidea är en mossdjursart som först beskrevs av Campbell Easter Waters 1888.  Semihaswellia proboscidea ingår i släktet Semihaswellia och familjen Porinidae. Inga underarter finns listade i Catalogue of Life.